# Kritsana Klanklin
Kritsana Klanklin (thailändisch กฤษณะ กลั่นกลิ่น, * 26. Februar 1984 in Phitsanulok) ist ein thailändischer Fußballspieler.

## Karriere
Kritsana Klanklin spielte 2004 bei Customs United. Von 2005 bis 2008 spielte er beim Erstligisten FC Krung Thai Bank in Bangkok. 2009 wechselte er zum ebenfalls in Bangkok beheimateten Bangkok Glass. Der Verein spielte in der ersten Liga des Landes, der Thai Premier League. Während seiner Zeit bei BG gewann er den Thai Super Cup, den Queen’s Cup und den Singapore Cup. 2010 stand er mit dem Club im Finale des FA Cup, dass man jedoch mit 3:1 gegen Buriram United verlor. Mitte 2014 wechselt er zum Ligakonkurrenten PTT Rayong FC nach Rayong. Nach der Saison 2014 musste er mit Rayong als Tabellensiebzehnter den Weg in die zweite Liga antreten. 2017 unterschrieb er einen Vertrag beim Ligakonkurrenten Chiangmai FC in Chiangmai. Nach einem Jahr ging er 2018 zum ebenfalls in der zweiten Liga spielenden Khon Kaen FC nach Khon Kaen. Der Erstligaabsteiger Police Tero FC aus Bangkok nahm ihn ab 2019 unter Vertrag. Mit dem Club wurde er Vizemeister und stieg direkt wieder in die erste Liga auf. Nach 24 Spielen für Police wechselte er zur Saison 2021/22 zum Zweitligisten Kasetsart FC nach Bangkok. Für den Hauptstadtverein bestritt er 24 Ligaspiele. Zu Beginn der Saison 2022/23 unterschrieb er einen Vertrag beim Drittligisten STK Muangnont FC. Nach drei Drittligaspielen in der Bangkok Metropolitan Region wurde sein Vertrag im Sommer 2023 nicht verlängert.

## Erfolge
Bangkok Glass FC
- Thai Super Cup: 2009

- Queen’s Cup: 2010

- Singapore Cup: 2010

- FA Cup: 2013 (Finalist)

Police Tero FC
- Thai League 2: 2019 (Vizemeister)  ▲